# Parijs-Roubaix 2007
Op 15 april 2007 werd de 105e editie verreden van de Franse wielerklassieker Parijs-Roubaix in zomerse omstandigheden. De wedstrijd, die 259,5 kilometer lang was, bestond voor 52,7 kilometer uit de beruchte kasseien.

## Verloop
Vooraf werden de Belgen Tom Boonen, Leif Hoste en Peter Van Petegem, de Zwitser Fabian Cancellara en de Spanjaard Juan Antonio Flecha als favorieten naar voor geschoven.
Na goed vijfendertig kilometer vertrekt een omvangrijke groep vluchters met daaronder de Belgen Kevin Van Impe, Frederik Willems, Tom Steels en Greg Van Avermaet en verder onder andere Stuart O'Grady, Enrico Franzoi, David Kopp, Andreas Klier en Roger Hammond. In het Bos van Wallers-Arenberg trekt Boonen de kop in het fel uitgedunde peloton, voor topfavoriet Cancellara en Steffen Wesemann. Er ontstaat een groepje met daarin alle favorieten. Ondertussen valt de kopgroep onder impuls van Van Impe uiteen: Van Impe, Kopp en Olaf Pollack nemen afstand.
Op 54 kilometer van de aankomst trekken Lars Michaelsen, bezig aan zijn laatste profkoers, Juan-Antonio Flecha, Sébastien Rosseler en Björn Leukemans in de tegenaanval.
Op 23 kilometer trekt O'Grady, van achteruit teruggekomen, alleen in de aanval. Boonen probeert nog terug te komen, maar krijgt onvoldoende steun en komt te laat. O'Grady behoudt een kleine voorsprong op zijn naaste achtervolgers en rijdt alleen de velodroom van Roubaix binnen. Flecha wint op bijna een minuut de spurt om de tweede plaats.

## Uitslag
| Parijs–Roubaix 2007 |                     |                     |          |
| Plaats              | Naam                | Ploeg               | Tijd     |
| Winnaar             | Stuart O'Grady      | Team CSC Saxo Bank  | 6u09'07" |
| 2                   | Juan Antonio Flecha | Rabobank            | + 52"    |
| 3                   | Steffen Wesemann    | Team Wiesenhof Felt | z.t.     |
| 4                   | Björn Leukemans     | Predictor - Lotto   | + 53"    |
| 5                   | Roberto Petito      | Liquigas            | + 55"    |
| 6                   | Tom Boonen          | Quick Step          | z.t.     |
| 7                   | Roger Hammond       | Team T-Mobile       | z.t.     |
| 8                   | Enrico Franzoi      | Lampre-NGC          | + 56"    |
| 9                   | Kevin Van Impe      | Quick Step          | + 1' 24" |
| 10                  | Fabio Baldato       | Lampre-NGC          | + 2' 27" |
|                     |                     |                     |          |
| 31                  | Floris Goesinnen    | Skil-Shimano        | + 5' 12" |

## Foto's

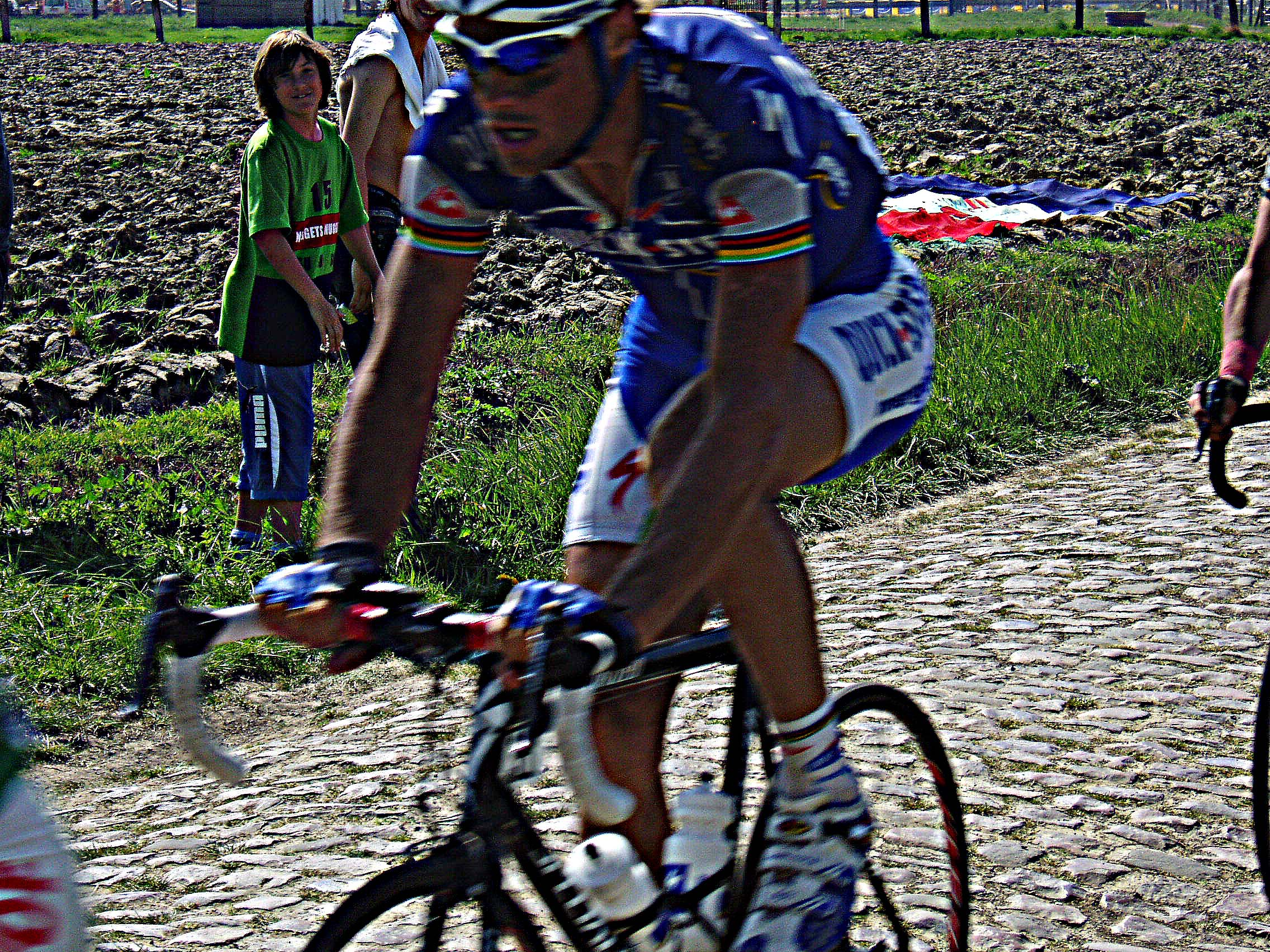
Tom Boonen in de achtervolging
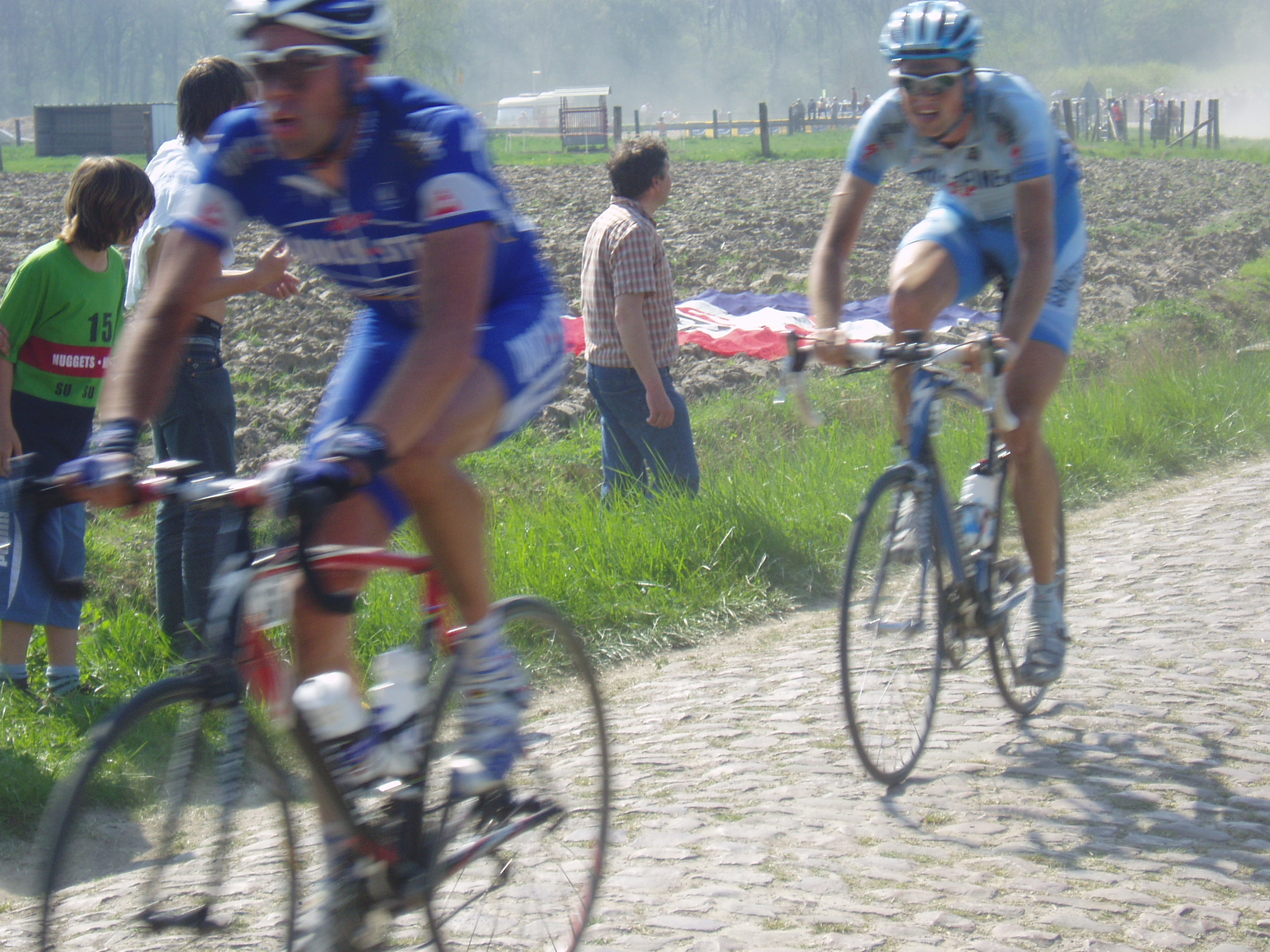
David Kopp en Kevin Van Impe op kop
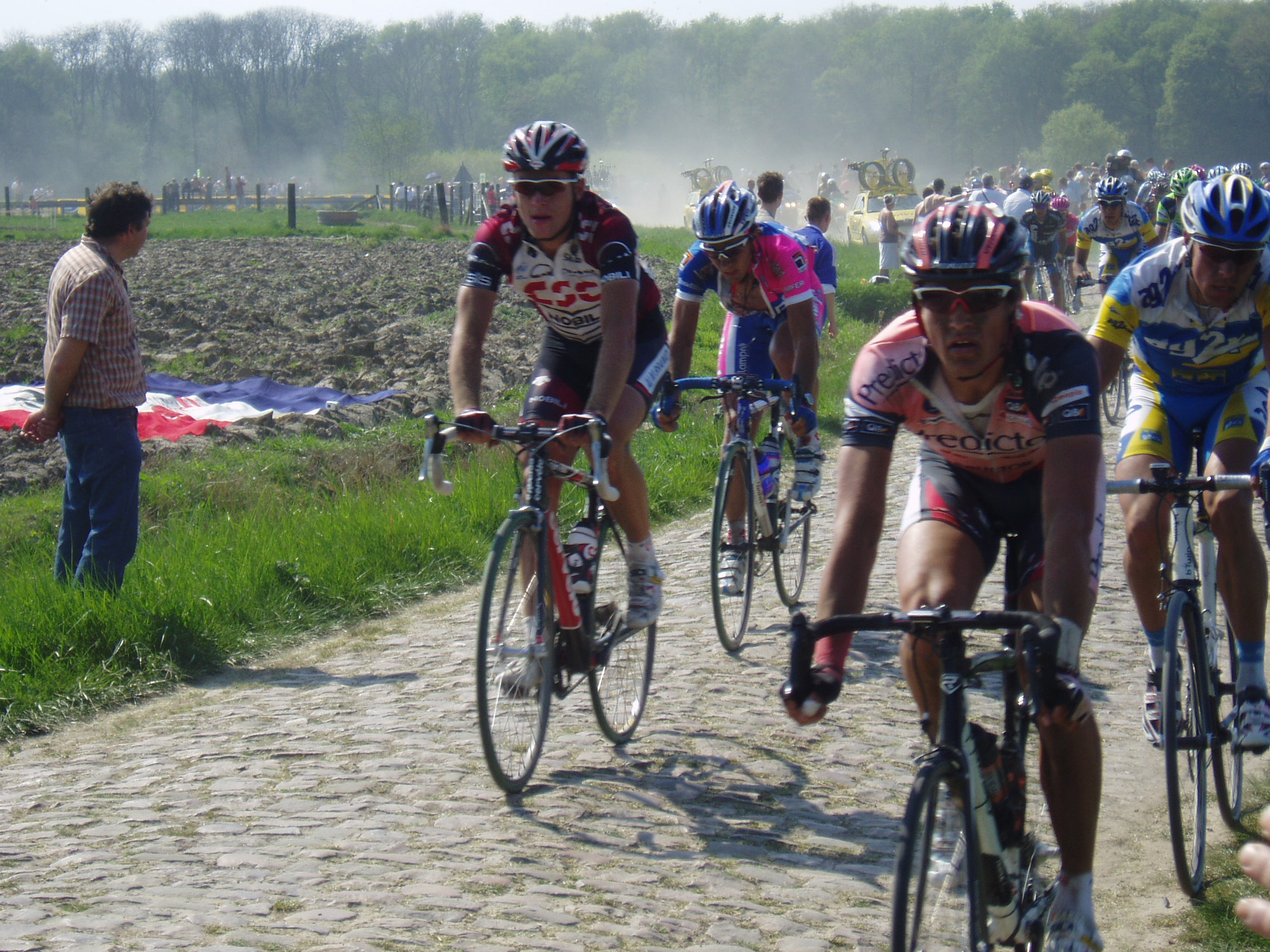
Peloton
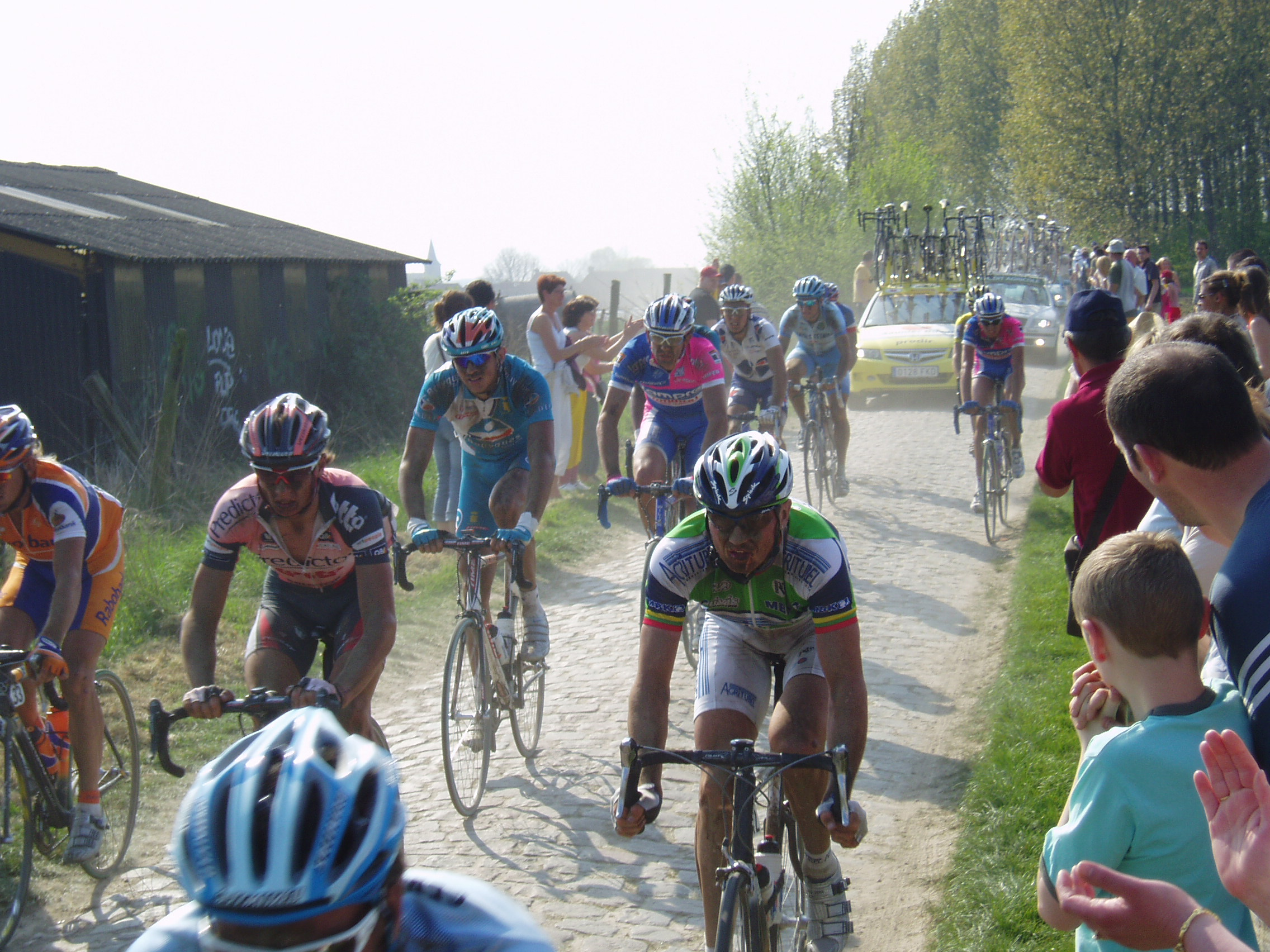
Overblijfselen van de lange vlucht
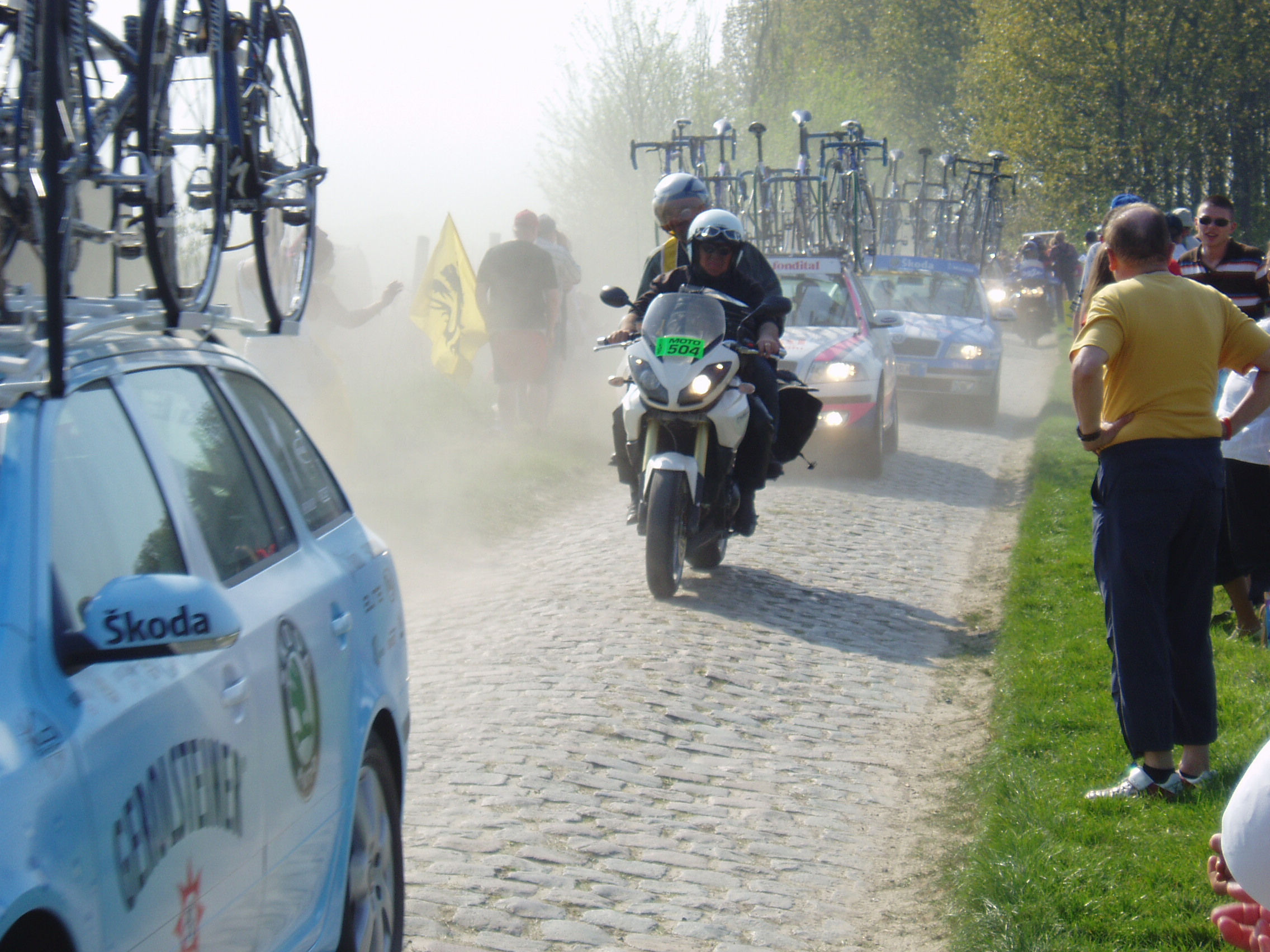
Opwaaiend stof